# Palmares (Pernambuco)
Palmares es un municipio brasileño del estado de Pernambuco. Tiene una población estimada al 2020 de 93.507 habitantes.
Conocido como la "Atenas Pernambucana", "Capital de Mata Sul" y "Tierra de los Poetas", por ser la cuna de ilustres y renomados poetas, romancistas, teatrólogos, periodistas, médicos, religiosos, abogados, políticos, militares, artistas, músicos, etc., los cuales ayudaron a proyectar al municipio en el resto del país. Se trata de una ciudad bastante tradicional y muy importante en la historia del Estado de Pernambuco. Su nombre es también un homenaje al Quilombo de los Palmares, que se instaló en su entorno y resistió durante mucho tiempo bajo el mando de Zumbi.

## Historia

### Origen del nombre Palmares
Palmares es una de las divisiones geobotânicas del nordeste de Brasil. Altos, densos, generalmente puros y de una sólo especie de palmeras de naturaleza xerófila o higrófila.

### Inicios de la historia palmarense
La región fue habitada primitivamente por los indios potiguares y caetés.
Con la formación del Quilombo de los Palmares en el interior pernambucano (en aquel entonces el actual estado de Alagoas pertenecían a la Capitanía de Pernambuco), dirigido por Zumbi, tomó impulso, fama y ganó el nombre que hoy tiene, bautizado que fue por los negros, que llamaban sus habitantes de palmarinos. Desde sus primórdios, la región era conocida como los palmares, debido a predominancia de su densa y espesa vegetación, en un intrincado de mata cerrada que ocupaba un extenso territorio de 260 kilómetros de extensión por 132 kilómetros de anchura, en rango paralelo a la costa, donde se distribuían cerca de 50 mil habitantes, cuya ubicación territorial se situaba entre el Cabo de Santo Agostinho, en Pernambuco, y la parte norte del curso inferior del río San Francisco, área situada donde hoy se encuentra el estado de Alagoas.
De 1848 a 1873 Palmares fue denominado Poblado de los Montes, ya que sus tierras originalmente pertenecían a la familia Montes, quienes las obtuvieron por sesmaría para explorar la actividad azucarera, construyendo una capilla que años más tarde daría origen a la catedral de Nossa Senhora da Conceição. Tiempo después pasó a ser conocida por Trombeta, debido a la leyenda de que un soldado habría perdido su trompeta durante el pasaje de la tropa a caballo por la localidad. Años después recibió la denominación de Povoado do Una, en homenaje al río que baña la localidad y, finalmente Municipio de los Palmares, triunfando así la denominación de los negros, por fuerza de la abundancia de palmas que abundan en la región.
El 13 de mayo de 1862 fue creada la Comarca de los Palmares por fuerza de la Ley Provincial n.º 1030.
En 1868 fue elevado a la categoría de distrito por fuerza de la Ley Provincial n.º 844, del 28 de septiembre.
En 1873, por fuerza de la Ley Provincial n° 1083, de 24 de mayo, fue creado el Municipio autónomo que tomó el nombre de Palmares, emancipándose de Água Preta oficialmente el 9 de junio de 1879.